# Adenomeris gibbosa
Adenomeris gibbosa är en mångfotingart som beskrevs av Jean-Paul Mauriès 1960. Adenomeris gibbosa ingår i släktet Adenomeris och familjen Doderiidae. Inga underarter finns listade i Catalogue of Life.